# Guy Breton (radiologue)
Pour les articles homonymes, voir Breton (homonymie) et Guy Breton.
Guy Breton est un radiologue, professeur et administrateur d'établissement d'enseignement supérieur québécois né à Saint-Hyacinthe. En juin 2010, il est devenu le 11e recteur de l'Université de Montréal.

## Études
Titulaire d’un baccalauréat ès arts du séminaire de Saint-Hyacinthe, il obtient en 1974 un doctorat en médecine de l’Université de Sherbrooke. Il se spécialise en radiologie diagnostique à l’Université McGill, tout en recevant un complément de formation en neuroradiologie à l’Institut et hôpital neurologiques de Montréal. 

## Biographie
Il enseigne à l'Université de Montréal dès 1979 en tant que professeur adjoint de clinique au Département de radiologie, radio-oncologie et médecine nucléaire de la Faculté de médecine.
Entre 1987 et 1997, il préside l’Association des radiologistes du Québec. En 1998, il devient président de l'Association canadienne des radiologistes pour une période de deux ans.  
Au début des années 1980, il s'engage dans l’administration de l’Hôpital Saint-Luc, puis du Centre hospitalier de l’Université de Montréal (CHUM). Il occupera successivement les postes de chef hospitalier du département de radiologie, de directeur de la planification du CHUM et de conseiller spécial du président du conseil d’administration et du directeur général. De 2000 à 2006, il participe plus avant au développement du projet du CHUM, notamment à titre de directeur de la planification du CHUM 2010. 
En 1996, l'Université de Montréal le nomme directeur du Département de radiologie, radio-oncologie et médecine nucléaire de l’Université de Montréal. Accédant en 2003 au poste de vice-doyen exécutif aux études médicales postdoctorales et aux affaires hospitalières de la Faculté de médecine de l’UdeM, il participe à la mise sur pied du Réseau universitaire intégré de santé (RUIS) de l’Université de Montréal. 
En 2006, Guy Breton est nommé à la haute direction de l'UdeM. À titre de vice-recteur exécutif, il est responsable de l’ensemble des ressources humaines, de l’administration, des finances, des immeubles, des systèmes de technologie de l’information, de la sûreté et des régimes de retraite. 
En 2009, l'Association des radiologistes du Québec lui a décerné le prix Albert-Jutras pour souligner son parcours remarquable dans les milieux hospitalier et universitaire. 
Parallèlement à ses nombreuses charges administratives, Guy Breton a maintenu ses activités d’enseignement et de recherche, jumelées à ses activités médicales auprès des patients et des étudiants. Il est l’auteur ou le coauteur d’une centaine de publications scientifiques et de plus de 200 communications.
Le 25 novembre 2020, il est nommé commandeur de l'Ordre de Montréal et en 2021, il est admis à l'Ordre national du Québec comme Officier .

### Nomination au poste de recteur de l'Université de Montréal
En 2010, au terme d'un processus de consultation au cours duquel les candidatures de Marc Renaud et Jacques Frémont seront écartées, le Conseil Universitaire nomme Guy Breton au poste de recteur de l'Université de Montréal, en contradiction avec les résultats du scrutin effectué par l'Assemblée Universitaire, qui favorisaient le professeur au département de sociologie Marc Renaud.
Le syndicat général des professeurs de l'Université de Montréal critique cette nomination, arguant que celle-ci ne ferait que « reconduire les défauts de l'administration actuelle, qui a obtenu des résultats critiqués en matière de gestion des fonds et qui impose des compressions du corps professoral. ». Le manque de transparence de l'administration précédente et les dérives immobilières critiquées dans lesquelles l'Université se voit impliquée, dont Guy Breton fut l'un des éléments-clés, inciteront certains professeurs à cesser leurs donations à la Fondation de l'Université.

### Mandat comme recteur de l'Université de Montréal
C'est pendant son mandat que l'Université de Montréal met en vente le pavillon du 1420 Mont-Royal. Après des évaluations d'une firme indépendante, les coûts de rénovation sont jugés trop élevés, alors qu'ils atteignent 140 millions de dollars. À la suite d'un appel d'offres où une firme de courtage immobilier est choisie, le Groupe Catania dépose une offre d'achat conditionnelle que l'UdeM accepte. L'Université de Montréal met fin à ce processus le 31 décembre 2012 après des reports demandés par le promoteur. Le 6 septembre 2013, un groupe d'opposants à la vente perd sa cause en Cour d'appel du Québec. L'UdeM annonce également à ce moment que le processus de vente sera relancé dans un avenir rapproché. Le 10 septembre, les opposants annoncent qu'ils demandent à la Cour suprême du Canada de se pencher sur le dossier. La Cour suprême a toutefois refusé d'entendre la cause.  
Lors du Sommet sur l'enseignement supérieur, le recteur Breton propose la modulation des frais de scolarité en fonction du domaine d'étude et suggère que chaque étudiant paie une part égale de ses coûts de formation, comme cela se fait ailleurs en Amérique du Nord. Cette proposition n'est pas retenue par le gouvernement. 
C'est en septembre 2013 que le recteur annonce, en présence de la première ministre Pauline Marois et du ministre de l'enseignement supérieur, Pierre Duchesne, que le gouvernement du Québec investira 173,4 millions de dollars dans le complexe des sciences de l'Université de Montréal, qui doit être construit sur le site de l'ancienne gare de triage d'Outremont. Le coût total du projet est de 350 millions de dollars.
En janvier 2014, à la suite de l'annonce de la possibilité d'un renouvellement de mandat, un petit groupe d'étudiants décide de contester, mais ne participe pas aux instances officielles prévues pour recueillir les commentaires sur le travail du recteur au cours des quatre années précédentes[réf. nécessaire]. Ce groupe est créé à la suite d'une publication d'une lettre ouverte au journal Quartier Libre, signée par 21 étudiants. La lettre ouverte dénonce notamment le processus de renouvellement de son mandat par un conseil de 24 membres, dont le tiers est nommé par le rectorat lui-même et dont seulement 5 membres proviennent de la communauté universitaire. Le 5 février, une manifestation réunit 200 étudiants qui manifestent contre ce renouvellement. Le comité du conseil chargé d'analyser la candidature de Guy Breton a accueilli pendant quatre jours différents groupes représentants la communauté universitaire, incluant des professeurs, des étudiants et autres. À la suite de ce processus, le Conseil de l'Université a voté à l'unanimité en faveur d'un renouvellement de son mandat.
En 2014, il initie la création du Bureau de valorisation de la langue française et de la Francophonie de l'Université de Montréal avec Monique Cormier. Le mandat du Bureau est de renforcer les dimensions stratégiques de la langue française à l'Université de Montréal, puisque celle-ci est inscrite dans sa charte.